# 韋恩·鮑威爾
韋恩·鮑威爾（英語：Wynne Powell，1947年—）是一名加拿大商人。他是倫敦藥房的總裁兼執行長，也是英屬哥倫比亞省衛生服務管理局、加拿大IGA超級市場的董事。

## 早年生活
韋恩·鮑威爾就讀於英屬哥倫比亞理工學院，於1968年畢業。

## 獲獎經歷
韋恩·鮑威爾在1999年授予加拿大註冊會計師協會資深會員頭銜，也在2002年榮獲伊莉莎白二世金禧紀念獎。韋恩·鮑威爾於2003年成為英屬哥倫比亞理工學院榮譽博士。